# جيرالدين تورنر
جيرالدين تورنر (بالإنجليزية: Geraldine Turner)‏ هي ممثلة أسترالية، ولدت في 23 يونيو 1950 في أستراليا.

## وصلات خارجية
- جيرالدين تورنر على موقع IMDb (الإنجليزية)
- جيرالدين تورنر على موقع ديسكوغز (الإنجليزية)
- جيرالدين تورنر على موقع قاعدة بيانات الفيلم (الإنجليزية)